# Сиснерос, Эрнесто
Эрне́сто Сисне́рос Сальсе́до (исп. Ernesto Cisneros Salcedo, род. 26 октября 1940, Гвадалахара) — мексиканский футболист и тренер. Сперва выступал на позиции правого флангового нападающего, позже был переведён на позицию центрального нападающего, а завершал карьеру атакующим полузащитником. По завершении карьеры игрока тренировал любительские коллективы, а также возглавлял клубы «Атланте» и «Атлас».

## Клубная карьера
Воспитанник клуба «Империо» из квартала Ла-Экспенсия, на севере Сапопана. В 1956 году 16-летний юноша подписал контракт с «Атласом». Профессиональную карьеру начал в основной команде этого клуба в 1958 году. В 1962 году Сиснерос перешёл в команду «Сакатепек», которая к тому времени только что попала во второй дивизион, но в сезоне 1962/1963 годов он смог помочь своему клубе выйти в элиту мексиканского футбола. В сезоне 1966 года «Сакатепек» получил понижение в классе, однако Эрнесто, уже будучи игроком национальной сборной, остался ещё на год и выступал за команду в Сегунде. Вернуться в элиту сразу же команде не удалось, поэтому накануне старта сезона 1967/1968 годов перешёл в столичный на тот момент времени «Атланте», в футболке которого выступал до завершения профессиональной карьеры, в конце сезона 1971/1972 годов.

## Карьера в сборной
Футболку национальной сборной Мексики впервые надел на Олимпийских играх 1964 года. Дебютировал за главную команду 28 февраля 1965 года в победной игре против Гондураса (1:0). В 1966 году поехал на чемпионат мира, где сыграл в последнем для мексиканцев матче группового этапа против Уругвая (0:0).
Дебютными двумя голами за сборную отличился 1 мая 1965 года в победном матче против Нидерландских Антильских островов (5:0). В дальнейшем Сиснерос отмечался дублями в ворота команд-соперниц в международных матчах против Гаити (3:0) 4 апреля 1965 года, Ямайки (8:0) 7 мая 1965 года и Парагвая (7:0) 24 апреля 1966 года.
Последним голом за сборную отличился 26 октября 1968 года в игре против Уругвая (2:0). В следующих 17 матчах забитыми мячами не отмечался. В последний раз футболку сборной Мексики надел 18 марта 1970 года в ничейном поединке против Перу (3:3). Всего за 5 лет в составе национальной сборной сумел отличиться 13 раз в 38 матчах.
В 1970 году Сиснерос был близок к вызову на домашний для его страны чемпионат мира вместо Альберто Онофре, получившего травму пятью днями ранее, но этого не произошло из-за недисциплинированного поведения нападающего.

## Достижения
«Атлас»
- Обладатель Кубка Мексики: 1961/1962

Мексика
- Победитель Чемпионата наций КОНКАКАФ: 1965